# Parafia Chrystusa Króla w Sulęcinku
Parafia Chrystusa Króla w Sulęcinku – parafia rzymskokatolicka z siedzibą w Sulęcinku, znajdująca się w archidiecezji poznańskiej, w dekanacie nowomiejskim.